# 石坂禄朗
石坂 禄郎（いしざか ろくろう、1897年1月7日 - 1989年2月19日）は日本の実業家、銀行家。
元経団連会長石坂泰三の弟。

## 略歴
- 1897年 - 埼玉県出身
- 1922年 - 東京帝国大学経済学部卒業。横浜正金銀行に入り東京支店頭取席、神戸、上海、カルカッタ、ロンドン各支店在勤、バタビヤ、神戸各支店副支配人、業務人事各部次長を歴務
- 1948年 - ニューエムパイヤ自動車顧問　芝浦製作所顧問のち取締役
- 1951年 - 日本輸出入銀行理事
- 1958年 - 芝浦機械製作所専務
- 1961年 - 東芝機械（現：芝浦機械）専務

## 系譜
- 石坂氏　父･義雄は埼玉県大里郡奈良村（現熊谷市）の地主の家に生まれた。

```
　　　　　　　　きく
　　　　　　　　　┃
　　　　　　　　　┣━━━石坂公成
　　　　　　　　　┃
　　　　　　┏石坂弘毅
　　　　　　┃
　　　　　　┣石坂定義
　　　　　　┃
　　　　　　┃堀江悦之助
　　　　　　┃　┃
　　　　　　┣松江
　　　　　　┃
　　　　　　┃鈴木朔太郎
　　　　　　┃　┃
　　　　　　┣てい
　　　　　　┃
石坂義雄━━╋石坂泰三
　　　　　　┃　┃
　　　　　　┃雪子
　　　　　　┃
　　　　　　┣祖父江久治
　　　　　　┃　
　　　　　　┃
　　　　　　┣石坂銀五　
　　　　　　┃　
　　　　　　┃　　　
　　　　　　┗石坂禄朗　　┏石坂光雄
　　　　　　　　　┃　　　┃
　　　　　　　　　┣━━━╋石坂二朗
　　　　　　　　　┃　　　┃
　　　　　　　┏あや　　　┗石坂恒夫
　　林曄━━━┫　　　　　
　　　　　　　┗林暲　　　

```

## 家族
- 妻　あや（元松沢病院長林暲の妹。父親の林曄は山高信離の二男で林鶯渓の養子）
- 長男　光男
- 二男　二朗
- 三男　恒夫

## その他
- 宗教は真言宗。趣味は写真､旅行､読書。